# لدلاميت
اللدلاميت (Ludlamite) هو معدن فوسفات نادر، صيغته الكيميائية (Fe,Mn,Mg)3(PO4)2·4H2O. اكتشفه هنري لدلام في أواخر القرن التاسع عشر في كورنوال، إنجلترا.